# جنس القمار
جنس القمار هو فيلم درامي أمريكي صدر عام 1932م من إخراج فريد سي نيوماير وبطولة روث هول وغرانت ويذرز وماستون ويليامز.

## ملخص
امرأة شابة لديها الكثير من المال تصاب بإدمان القمار وينتهي بها الأمر بخسارة مبلغ متزايد من المال.

## الممثلون
- روث هول بدور شيلا تريسي
- جرانت ويذرز بدور بيل فوستر
- ماستون ويليامز في دور رالف جوردان
- جون سانت بوليس في دور جون تريسي
- جان بورتر في دور ديزي
- جيمس إيجلز في دور ساندي لين - جوكي (مثل جيمي إيجلز)
- موردوك ماكواري بدور طومسون
- تيد آدمز بدور ميسون - مدير نادي القمار
- جاك شيثام بدور أمين صندوق نادي القمار
- هنري هول كطبيب
- ديوك آر لي بدور مدير الروليت
- جورج موريل في دور نادل ملهى ليلي

## روابط خارجية
- جنس القمار  في قاعدة بيانات الأفلام على الإنترنت (بالإنجليزية)